# Jamborit
Jamborit ist ein selten vorkommendes Mineral aus der Mineralklasse der „Oxide und Hydroxide“ mit der neu definierten chemischen Zusammensetzung Ni2+1-xCo3+x(OH)2-x(SO4)x·nH2O mit ‚x‘ ≤ 1/3 und ‚n‘ ≤ (1-x). Jamborit ist damit chemisch gesehen ein wasserhaltiges Nickel-Cobalt-Hydroxid mit zusätzlichen Sulfationen.
Jamborit kristallisiert im trigonalen Kristallsystem und entwickelt Mineral-Aggregate aus parallelen, teilweise gebogenen Kristall-Fasern und -Lamellen sowie Pseudomorphosen nach Millerit. Das Mineral ist durchscheinend und von grüner Farbe.

## Etymologie und Geschichte
Entdeckt wurde Jamborit 1971 an drei verschiedenen Fundorten in der norditalienischen Region Emilia-Romagna: Ca' dei Ladri (Silla) in Gaggio Montano und am Monte Acuto Ragazza in Grizzana Morandi (Metropolitanstadt Bologna) sowie Sasso delle Lucine nahe Castelluccio di Moscheda in der Gemeinde Montese (Modena, Emilia-Romagna.). Diese gelten auch als Typlokalität.
Wissenschaftlich beschrieben wurde das Mineral durch Noris Morandi und Giorgio Dalrio, die das Mineral nach dem kanadischen Mineralogen John Leslie Jambor (1936–2008) benannten und ihre Ergebnisse der International Mineralogical Association (IMA) zur Prüfung einreichten. Diese erkannte den Jamborit noch im selben Jahr unter der internen Eingangsnummer IMA 1971-037 als eigenständige Mineralart an.
Da zwischenzeitlich Zweifel an der chemischen Zusammensetzung des Minerals bestanden, galt Jamborit bis 2013 als sogenanntes „fragliches Mineral“ (englisch questionable mineral; Q). 2014 wurde Jamborit mit neu definierter Zusammensetzung wieder anerkannt (interne Antragsnummer IMA 14-E). Seitdem wird das Mineral in der „Liste der Minerale und Mineralnamen“ der IMA/CNMNC unter der Summenanerkennung „IMA 2014 s.p.“ (special procedure) geführt.
Das Typmaterial des Minerals (Cotyp, CT) wird in der Mineralogischen Sammlung des Museo dell’ Istituto di Mineralogia e Petrografia der Universität Bologna (MMUB) in Italien aufbewahrt. Die Katalog-Nummer des Typmaterials ist allerdings nicht dokumentiert.

## Klassifikation
In der veralteten 8. Auflage der Mineralsystematik nach Strunz ist der Jamborit noch nicht verzeichnet.
Im zuletzt 2018 überarbeiteten und aktualisierten Lapis-Mineralienverzeichnis nach Stefan Weiß, das sich aus Rücksicht auf private Sammler und institutionelle Sammlungen noch nach dieser alten Form der Systematik von Karl Hugo Strunz richtet, erhielt das Mineral die System- und Mineral-Nr. IV/F.03-055. In der „Lapis-Systematik“ entspricht dies der Klasse der „Oxide und Hydroxide“ und dort der Abteilung „Hydroxide und oxidische Hydrate (wasserhaltige Oxide mit Schichtstruktur)“, wo Jamborit zusammen mit Amakinit, Ashoverit, Brucit, Paraotwayit, Portlandit, Pyrochroit, Spertiniit, Sweetit, Theophrastit und Wülfingit die „Brucitreihe“ mit der System-Nr. IV/F.03 bildet.
Die von der IMA zuletzt 2009 aktualisierte 9. Auflage der Strunz’schen Mineralsystematik ordnet den Jamborit dagegen in die neu definierte Abteilung der „Hydroxide (ohne V oder U)“ ein. Diese ist zudem weiter unterteilt nach der möglichen Anwesenheit von Kristallwasser bzw. Hydroxidionen (OH) und der Kristallstruktur, so dass das Mineral entsprechend seiner Zusammensetzung in der Unterabteilung „Hydroxide mit H2O ± (OH); Lagen kantenverknüpfter Oktaeder“ zu finden ist, wo es zusammen mit Akdalait, Fougèrit, Iowait, Meixnerit, Muskoxit und Woodallit die „Meixneritgruppe“ mit der System-Nr. 4.FL.05 bildet.
Auch die Systematik der Minerale nach Dana ordnet den Jamborit in die Klasse der „Oxide und Hydroxide“ und dort in die Abteilung der „Hydroxide und hydroxyhaltige Oxide“ ein. Hier ist er einziges Mitglied der unbenannten Gruppe 06.03.08 innerhalb der Unterabteilung „Hydroxide und hydroxyhaltige Oxide mit (OH)3- oder (OH)6-Gruppen“ zu finden.

## Kristallstruktur
kristallisiert in der trigonalen Raumgruppe R3m (Raumgruppen-Nr. 166) mit den Gitterparametern a = 3,068(4) Å und c = 23,298(11) Å sowie drei Formeleinheiten pro Elementarzelle.

## Eigenschaften
Jamborit ist unlöslich in Wasser und nur schwach löslich in kalter Salzsäure.

## Bildung und Fundorte

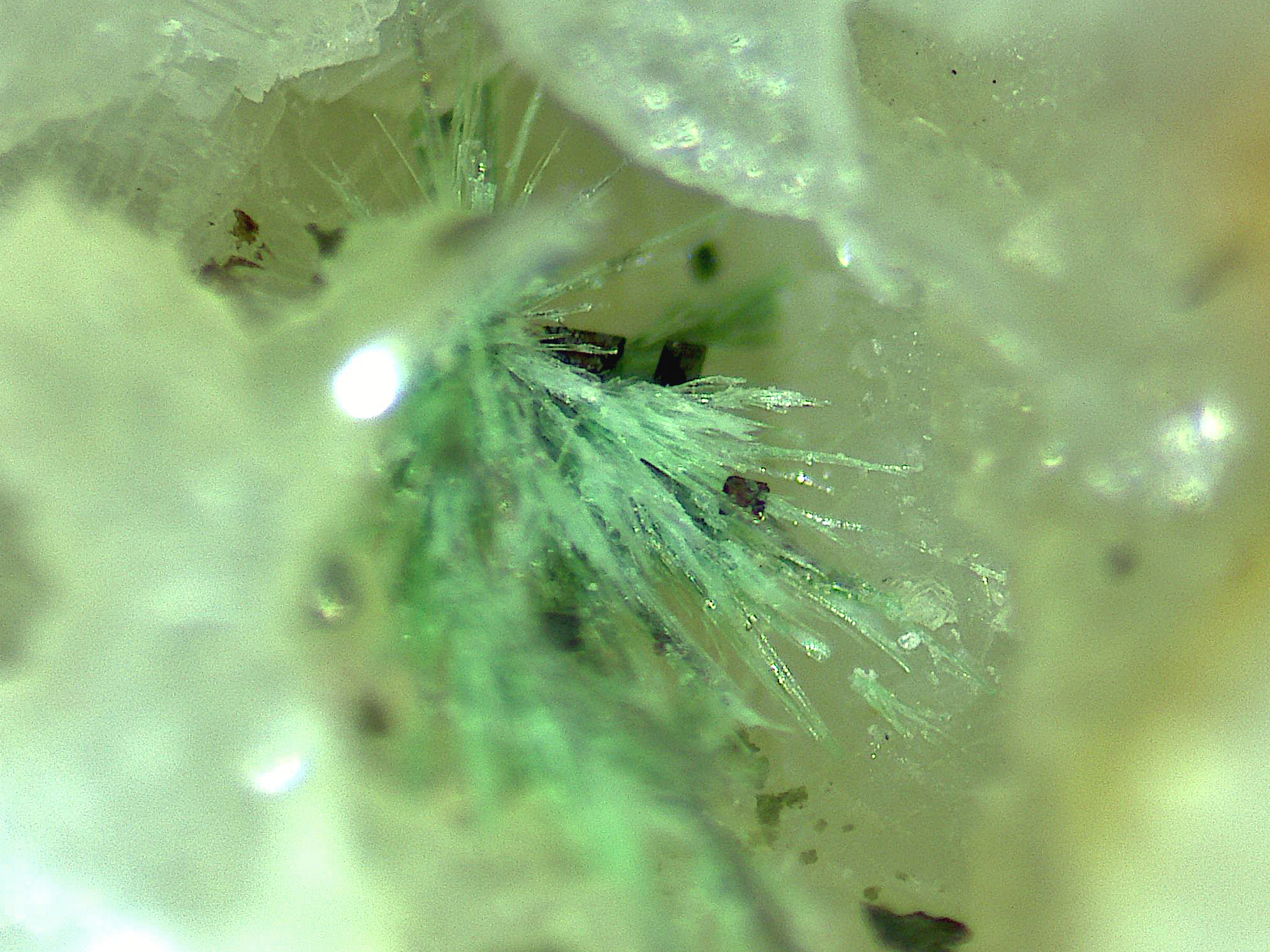
Büschel aus nadelförmigen Jamboritkristallen mit winzigen, eingebetteten Vaesitkristallen (Sichtfeld: 2,6 mm) aus Sasso delle Lucine, Castelluccio di Moscheda, Montese (Modena, Emilia-Romagna), Italien

Jamborit bildet sich sekundär durch Umwandlung von Millerit unter hydrothermalen Bedingungen. Begleitminerale sind neben Millerit unter anderem noch Calcit, Dolomit und Quarz (in Italien) sowie Gaspéit, Glaukosphärit und Mcguinnessit (in Japan).
Als seltene Mineralbildung konnte Jamborit nur an wenigen Orten nachgewiesen werden, wobei weltweit bisher rund 40 Vorkommen dokumentiert sind (Stand 2023). In Italien fand sich das Mineral außer an seinen Typlokalitäten in der Region Emilia-Romagna noch bei Groppallo (Provinz Piacenza) sowie in der „S'Acqua is Prunas Mine“ bei Gonnosfanadiga (Provinz Medio Campidano, Sardinien) und an mehreren Fundpunkten in der Toskana.
In Deutschland trat Jamborit bisher im Richelsdorfer Gebirge im Landkreis Hersfeld-Rotenburg in Hessen sowie in den Gruben Schöne Aussicht bei Burbach, Pfannenberger Einigkeit bei Salchendorf und dem ehemaligen Bergwerk Niederberg in Neukirchen-Vluyn (früher Kreis Moers) in Nordrhein-Westfalen auf.
Weitere Fundorte sind die „Nakauri Mine“ bei Shinshiro in Japan, die „Palhal Mine“ bei Albergaria-a-Velha in Portugal, die „Nueva Virginia Mine“ bei Lanzuela (Aragonien) und „Eugenia Mine“ (Katalonien) in Spanien, die „Bryn-yr-Afr Mine“ und die Grube „Coed Ely“ in Wales (Großbritannien) sowie Harrodsburg (Kentucky) und Halls Gap (Kentucky) in den USA.